# 越前魔太郎
越前 魔太郎（えちぜん またろう）は、2010年8月21日公開の映画『NECK [ネック]』に登場する架空の作家だが、越前魔太郎の作品として、2010年4月から同年9月にかけて「魔界探偵 冥王星O」シリーズが講談社ノベルス・電撃文庫・メディアワークス文庫より実際に刊行された。

## 刊行作品リスト
複数作家が一人の作家を演じる、覆面作家メディアミックスプロジェクトで、2010年9月刊行の『デッドドールのダブルD』以外、誰が書いているのか公式には明かされていない（下記の#正体を参照）
- 2010年4月
  - 『魔界探偵 冥王星O ヴァイオリンのV』 （講談社ノベルス）イラスト：redjuice
  - 『魔界探偵 冥王星O ウォーキングのW』 （電撃文庫）イラスト：ブリキ
- 2010年6月
  - 『魔界探偵 冥王星O ホーマーのH』 （講談社ノベルス）イラスト：redjuice
  - 「魔界探偵 冥王星O フィータスのF」 （『電撃文庫MAGAZINE Vol.14』掲載）
  - 『魔界探偵 冥王星O ペインのP』 （メディアワークス文庫）イラスト：KeG
- 2010年8月
  - 『魔界探偵 冥王星O ジャンクションのJ』 （講談社ノベルス） イラスト：redjuice
  - 『魔界探偵 冥王星O トイボックスのT』 （メディアワークス文庫）イラスト：鉄雄
- 2010年9月
  - 『魔界探偵 冥王星O デッドドールのダブルD』 （講談社ノベルス）イラスト：redjuice （原作：越前魔太郎、著：舞城王太郎）
- 2016年2月
  - 「エヴァ・マリー・クロス」（『メアリー・スーを殺して 幻夢コレクション』掲載 朝日新聞出版 / 2019年1月 朝日文庫）

## 正体
覆面作家「越前魔太郎」の正体は、当初は明かされていなかったが、のちに公式サイトにて以下の8名の作家名が公表された。
どの作家がどの作品を担当したかに関しては、公式には『デッドドールのダブルD』以外明らかにされていないが、掲載媒体や各イラストレーターなどから推測可能。
- 担当作品を明示済
  - 舞城王太郎 - 『魔界探偵 冥王星O デッドドールのダブルD』（2010年9月、講談社ノベルス）
- 担当作品不明[4]、氏名公表
  - 相生生音 - 『泣空ヒツギの死者蘇生学』（2008年10月、電撃文庫）
    - Twitterでの発言より担当作は『フィータスのF』[5]とされる。

  - 入間人間 - 『嘘つきみーくんと壊れたまーちゃん』シリーズ（電撃文庫）など。
    - 『電撃文庫MAGAZINE Vol.14 2010年7月号』付録『まるごと一冊 “入間人間”』においての「4月某レーベルより某作品を執筆」という発言より、担当作は『ウォーキングのW』とされる

  - 折口良乃 - 『九罰の悪魔召喚術』シリーズ（電撃文庫）など。
  - 秋田禎信 - 『魔術士オーフェン』シリーズ（富士見ファンタジア文庫）など。
    - Twitterでの発言から担当作は『ホーマーのH』[6][7]とされる。

  - 乙一 - 『GOTH』、『ZOO』、『失はれる物語』など。
    - 別名義も含めた乙一の短編集『メアリー・スーを殺して 幻夢コレクション』（2016年2月、朝日新聞出版）に越前魔太郎名義の「エヴァ・マリー・クロス」が収録され、『ヴァイオリンのV』の執筆者とされている。
- 氏名は「??」となっている
  - 御影瑛路 - 『空ろの箱と零のマリア』シリーズ（電撃文庫）など。（氏名は明示されていないが、代表作に「空ろの箱と零のマリア」と明記されている）
    - Twitterでの発言から担当作は『トイボックスのT』[8]とされる。

  - 新城カズマ - 『15×24』シリーズ（スーパーダッシュ文庫）など。
    - 公式サイトでは、氏名不明、代表作不明、「架空世界設定の第一人者」と書かれている。[9]講談社BOOK倶楽部の『デッドドールのダブルＤ』の内容紹介にて、上記の秋田禎信、入間人間、乙一に続いて掲載された[9]ほか、『ホーマーのH』の帯にも名前が掲載されている。

## 映画版
映画版の越前魔太郎は、真山杉奈（相武紗季）の幼馴染で、人気作家。担当編集者は赤坂英子（栗山千明）。
映画版『NECK』では、平岡祐太が越前魔太郎役を演じている。